# Luis Carvajal Laurnaga
Luis Carvajal Laurnaga (Caldera, 10 de febrero de 1887-Santiago, 21 de febrero de 1951) fue un abogado y político chileno, miembro del Partido Radical (PR). Se desempeñó como ministro de Estado de su país, durante el primer gobierno del presidente Carlos Ibáñez del Campo entre 1928 y 1930.

## Familia y estudios
Nació en la comuna chilena de Caldera el 10 de febrero de 1887, siendo el cuarto de los cuatro hijos del matrimonio conformado por José Antonio Carvajal Gutiérrez y Tránsito Laurnaga Valdés. Realizó sus estudios primarios y secundarios en el Instituto Nacional. Continuó los superiores en la Facultad de Derecho de la Universidad de Chile, titulándose con la tesis Comentario al título primero del Código de procedimiento penal. Juró como abogado ante la Corte Suprema el 9 de junio de 1909.
Se casó en Santiago de Chile en 1918 con Elvira Prieto Lemm (hija de Enrique Prieto Zenteno y Elvira Lemm Thayer, y esta a su vez nieta del historiador y genealogista Luis Thayer Ojeda), con quien tuvo tres hijas, incluyendo a María Eugenia y Teresa de Jesús.

## Carrera profesional y política
Inició su actividad laboral como funcionario de la Empresa de los Ferrocarriles del Estado (EFE), desempeñando diversas funciones ejecutivas al interior de la firma, llegando a ocupar el cargo de secretario del consejero directivo en 1904. Además, fundó la Caja de Ahorros de la empresa, actuando como consejero y secretario abogado de la misma hasta 1914.
Militante del Partido Radical (PR), con ocasión de la primera administración del presidente Carlos Ibáñez del Campo, el 21 de junio de 1928, fue nombrado como titular del Ministerio de Bienestar Social, cargo que dejó el 7 de agosto de 1930; siendo sucedido interinamente por el ministro de Justicia, Humberto Arce Bobadilla. Simultáneamente, entre el 29 de enero y el 18 de febrero de ese año, asumió como ministro de Fomento, en calidad de subrogante.
Fue miembro del Club de La Unión. Falleció en Santiago el 21 de febrero de 1951, a los 64 años.